# The Lamb Lies Down on Broadway (album)
The Lamb Lies Down on Broadway is het zesde studioalbum van de Engelse band Genesis. Het album werd oorspronkelijk als dubbelelpee uitgebracht in november 1974 door Charisma Records, maar werd in de daaropvolgende jaren steeds opnieuw uitgebracht door Virgin Records (waar Charisma in opgegaan was), aangepast aan de dan beschikbare geluidstechnieken. Het was het laatste album van Genesis waaraan Peter Gabriel meewerkte. Het is een conceptalbum. 

## Geschiedenis
Na de promotietournee volgend op de uitgave van Selling England by the Pound trok de band zich terug om te gaan schrijven aan een nieuw album. Plaats van handeling was het voormalige armenhuis Headley Grange in Headley (East Hampshire). De vorige gebruikers van het pand (ook een band) hadden het in een vervuilde staat achtergelaten. Onder deze omstandigheden kwamen de vijf Genesisleden, waarbij de privéomstandigheden van de diverse leden invloed kregen op het collectief. Daar waar de een net getrouwd was, de ander kinderen moest gaan opvoeden, was er ook een echtscheiding op handen, aldus gitarist Steve Hackett achteraf. Toetsenist Banks vond het achteraf eveneens een vervelende tijd. Al eerder hadden de leden geopteerd voor een dubbelalbum; zij konden in hun ogen hun verhaal en muziek beter kwijt op twee elpees. De gedachten van bassist Michael Rutherford gingen uit naar een bewerking van De kleine prins van Antoine de Saint-Exupéry, maar Peter Gabriel, die het allemaal moest zingen zag dat niet zitten. Hij kwam vervolgens met een eigen surrealistisch verhaal op de proppen rond de persoon Rael, dan nog niet wetende dat The Who die naam ook al had gebruikt voor The Who Sell Out uit 1967. Gabriel bleef de naam echter gebruiken en mengde allerlei invloeden in het uiteindelijke verhaal. Gabriel lichtte later toe beïnvloed te zijn door West Side Story (boek en musical), Eens Christens reize naar de Eeuwigheid, werken van psycholoog Carl Jung en de film El Topo van Alejandro Jodorowsky. Gabriel wilde zich zoals op vorige albums niet weer wenden tot Britse onderwerpen en kwam met een verhaal dat zich afspeelt in New York. Gabriel groef zich in om de teksten te schrijven, de muziek liet hij aan de andere bandleden over. Dit was een afwijking van de tot dan toe door Genesis gehanteerde werkwijze, waarbij alle leden meewerkten aan teksten en muziek. Het leidde tot meer frictie doordat Gabriel de ene keer ideeën voor teksten van Rutherford en Banks afhield en de andere keer zelf de tekst niet op tijd af had, zodat genoemd duo alsnog de teksten voor The Light Lies Down on Broadway zelf moesten schrijven. Dat Peter Gabriel vervolgens nog inging op een aanbod van regisseur William Friedkin voor een film gebaseerd op een kort verhaal van Gabriel genoteerd op de hoes van Genesis Live uit 1973 maakte de situatie er niet beter op. Collins stelde in die periode dan ook voor om dan maar een puur instrumentaal album op te nemen, hetgeen de andere drie weer niet zagen zitten. De film werd al snel afgeblazen en Gabriel kwam weer terug. Hij was wel degene met het volgende probleem. Hij moest vaak naar het ziekenhuis; zijn vrouw Jill zou een moeilijke bevalling krijgen. Rutherford en Banks vonden achteraf dat zij gezien de situatie Gabriel weinig steun hebben geboden in die periode en Gabriel zag dat gedrag later als een van de redenen om te vertrekken.
Toen de plannen definitieve vormen begonnen aan te nemen, nam Genesis intrek in Glaspant Manor in Carmarthenshire (Wales) om er in de mobiele geluidsstudio van Island Studios hun plaat op te nemen. Opnieuw was John Burns de muziekproducent die het proces moest begeleiden, samen met geluidstechnicus David Hutchins, Genesis liet zichzelf als co-producent vermelden. Burns en Gabriel experimenteerden tijdens de opnamen met andere akoestieken, zoals dat van een badkamer en koeienstal. Gabriel bleef zijn teksten aanscherpen en vroeg nog om extra muziek voor wat hij als losse eindjes zag. Rutherford en Banks dachten dat het ging om instrumentale stukken, maar hoorden later dat Gabriel er alsnog overheen gezongen had in de vaste Island Studios. Tijdens de opnamen vonden nog jamsessies plaats om het geluid te optimaliseren. Ook het mixen en dubben van het album leverde problemen op. Collins was daar al mee bezig geweest, maar zijn werk moest worden overgedaan door Rutherford en Banks, hij was het contact, mede door de tijdsdruk, een beetje kwijtgeraakt. De planning voor een uitgave in november 1974 was strak genomen. Er was nog even sprake van dat The Lamb zou worden uitgebracht op twee aparte elpees, zodat Gabriel meer tijd had het verhaal af te ronden en fans langzaam konden wennen aan de nieuwe muziek, maar op 18 november 1974 (Engeland) lag het dan toch als dubbelalbum in de winkels. 

## Ontvangst
In het verlengde van het bovenstaande had Genesis twijfels over de eventuele ontvangst van muziekcritici en fans. Zowel het verhaal als de dubbelelpee werden door de vijf mannen als dreiging gezien. Banks zelf hoopte echter dat Genesis met dit album meer gezien zou worden als een band met een eigen geluid en daarmee af te zijn van de aanhoudende vergelijkingen met bands als Yes en Emerson, Lake & Palmer, werkend binnen dezelfde niche van de progressieve rock. Bladen als Melody Maker (met Chris Welsh) en NME (met Barbara Charone) gaven het album een goede recensie, maar er kwamen ook wat tegengeluiden met name op stukken als Counting Out Time, het was te somber en treurig. Door de jaren heen bleek het een van de topalbums van Genesis met nominaties in lijsten van beste albums, zoals van muziekblad Rolling Stone (50 Greatest Prog Rock Albums of All Time), Rhythm en in 2015 opnieuw NME (23 Maddest and Most Memorable Concept Albums). Genesisleden bleven er verschillende meningen over houden, Banks vond het gekozen onderwerp nog steeds matig, maar de afzonderlijke liedjes goed. Rutherford herinnerde zich alleen de onderlinge spanningen. Hackett vond de gitaar onderbelicht. Collins en Gabriel (die laatste in Genesis:Together and Apart) vonden het een hoogtepunt in hun loopbaan.   
Het haalde noteringen in diverse albumlijsten, Het stond zes weken in Engeland genoteerd met hoogste notering plaats 10; in de Verenigde Staten haalde het plaats 41 in de Billboard 200.  

## Bezetting
- Tony Banks - toetsinstrumenten
- Peter Gabriel - zang, dwarsfluit
- Steve Hackett - gitaar
- Mike Rutherford - basgitaar, gitaar
- Phil Collins - drumstel, zang
- Brian Eno - "Enossificatie" (stemvervormingen van Gabriel in The Grand Parade of Lifeless Packaging; hij bevond zich in de Island Studios voor zijn album Taking Tiger Mountain (By Strategy))

## Thema
Rael, oorspronkelijk Puerto Ricaan, leeft in New York in onmin met de wereld. Tijdens het taggen ziet hij een lam dat gaat liggen op Broadway (The Lamb Lies Down in Broadway). Hij wandelt de straat af en ziet een donkere wolk overgaan in een filmdoek, dat hem langzaam nadert. Het filmdoek adsorbeert hem (Fly on a Windshield) en hij ondergaat een reeks beelden van die dag (Broadway Melody of 1974, tevens een verwijzing naar drie MGM-films met die titel: Broadway Melody of 1936, Broadway Melody of 1938 en Broadway Melody of 1940). Hij wordt vervolgens wakker, maar valt al snel weer in slaap (Cuckoo Cocoon). Als Rael opnieuw wakker wordt bevindt hij zich in een kooi van stalagtieten en stalagmieten (In the Cage), die hem steeds verder insluiten. Hij probeert te ontsnappen, ziet zijn broer John, die echter niet reageert. De kooi is plotseling weg. In de volgende scene bevindt Rael zich op de vloer van een soort mensenfabriek. Hij ziet oude leden van zijn gang en ook weer broer John, ditmaal met cijfer 9 op zijn voorhoofd (The Grand Parade of Lifeless Packaging). Rael probeert dit te ontvluchten via een gang, krijgt een flashback over zijn gangleven (Back in NYC), zijn harige hart wordt verwijderd en geschoren (Hairless Heart) en hij kijkt terug op zijn eerste seksuele ervaring (Counting Out Time). Het volgende beeld dat hij krijgt, is dat hij met andere mensen in een gang met rood tapijt kruipt naar een wenteltrap (Carpet Crawlers). Eenmaal boven belandt hij samen met de anderen in een kamer met 32 deuren, waar hij zich in de drukte niet kan concentreren (The Chamber of 32 Doors). Hij wordt door een vrouw de kamer uitgeleid (Lilywhite Lilith) en belandt in een andere grot (Anyway). Hij ontmoet de Dood (Here Comes the Supernatural Anaesthesist) en weet desondanks te ontsnappen.
De volgende enscenering is een poel, waar Rael seks heeft met drie Lamia’s; zij overlijden wanneer ze zijn bloed drinken (The Lamia). Hij weet middels een boot te ontsnappen (Silent Sorrow in Empty Boats) en komt terecht in een groep van Slippermen, die dezelfde ervaringen hadden als Rael (en de Lamia) en waarvan hij dan deel uitmaakt (The Arrival). Ook broer John bevindt zich in die groep en de enige manier om daar aan te ontsnappen is om zich te laten castreren door Dokter Dyper (A Visit to the Doktor). De restanten van hun geslachtsdelen dragen ze voortaan in een houder rond hun nek. Een raaf pikt die van Rael af en Rael probeert het terug te krijgen (The Raven). De raaf laat het echter in een ravijn vallen en het verdwijnt in een ondergrondse rivier. In een figuurlijk venster ziet Rael vervolgens zijn huis (The Light Dies Down on Broadway). Als hij via het venster probeert thuis te geraken ziet hij zijn broer John weer, bijna verdrinkend in de rivier. Rael moet een keus maken tussen het redden van zijn broer of de enige mogelijkheid op thuis te geraken. Rael kiest, ondanks dat zijn broer hem heeft laten zitten, voor het redden van zijn broer (Riding the Scree) en het ontsnappingsvenster verdwijnt. Rael trekt John op de rivieroever en probeert hem in de ogen te kijken. Omdat te kunnen doen draait Rael Johns gezicht naar hem toe, maar in plaats van zijn broers gezicht ziet hij zijn eigen gezicht (In the Rapids). Raels aanwezigheid raakt verdeeld over de twee lichamen en een steeds waziger wordende omgeving. Het slot is dat ook de lichamen verdwijnen en Raels ziel opgaat in alles dat hem omgeeft (It).

## Muziek
| Nr. | Titel                                                                          | Duur |
| --- | ------------------------------------------------------------------------------ | ---- |
| 1.  | The Lamb Lies Down On Broadway                                                 | 4:52 |
| 2.  | Fly On A Windshield                                                            | 4:22 |
| 3.  | Broadway Melody Of 1974                                                        | 0:33 |
| 4.  | Cuckoo Cocoon                                                                  | 2:11 |
| 5.  | In The Cage                                                                    | 8:13 |
| 6.  | The Grand Parade Of Lifeless Packaging                                         | 2:47 |
| 7.  | Back In N.Y.C.                                                                 | 5:43 |
| 8.  | Hairless Heart                                                                 | 2:13 |
| 9.  | Counting Out Time                                                              | 3:40 |
| 10. | Carpet Crawl                                                                   | 5:17 |
| 11. | The Chamber Of 32 Doors                                                        | 5:40 |
| 12. | Lilywhite Lilith                                                               | 2:44 |
| 13. | The Waiting Room                                                               | 5:24 |
| 14. | Anyway                                                                         | 3:07 |
| 15. | Here Comes The Supernatural Anaesthetist                                       | 2:58 |
| 16. | The Lamia                                                                      | 6:56 |
| 17. | Silent Sorrow In Empty Boats                                                   | 3:06 |
| 18. | The Colony Of Slippermen ( • The Arrival • A Visit to the Doktor • The Raven ) | 8:16 |
| 19. | Ravine                                                                         | 2:04 |
| 20. | The Light Dies Down On Broadway                                                | 3:32 |
| 21. | Riding The Scree                                                               | 3:55 |
| 22. | In The Rapids                                                                  | 2:28 |
| 23. | It                                                                             | 4:15 |

## Platenhoes
Genesis koos niet alleen voor een nieuwe manier van opnemen, ook de platenhoes kreeg een nieuw ontwerp. Na sprookjesachtig hoezen werd The Lamb gestoken in een strak ontwerp van Hipgnosis en het sierlijke logo werd vervangen door strakke letters in de art-deco-achtige stijl van George Hardie. Hipgnosis kwam met zes scenes uit het verhaal; de linker op de voorkant laat In the Rapids zien (Rael redt John en eigenlijk zichzelf).
From Genesis to Revelation · Trespass · Nursery Cryme · Foxtrot · Live · Selling England by the Pound · The Lamb Lies Down on Broadway · A Trick of the Tail · Wind & Wuthering · Seconds Out · ...And then there were three... · Duke · Abacab · Three Sides Live · Genesis · Invisible Touch · We Can't Dance ·  The way we walk volume one, the shorts · The way we walk volume two, the longs · Calling All Stations · Turn It On Again · Genesis Live over Europe